# Віта Вікторія Антонівна
Вікторія Антонівна Віта (при народженні Павлій, у шлюбі Кузнєцова; нар. 5 серпня 1927, с. Старомихайлівка, нині Донецького району Донецької області, Українська РСР, СРСР) — українська поетеса, прозаїкиня, перекладачка, членкиня Національної спілки письменників України (1963).

## Життєпис
Вікторія Павлій народився 5 серпня 1927 року в селі Старомихайлівка на Донеччині. Після закінчення середньої школи вступила на українське відділення літературного факультету Сталінського педагогічного інституту, який закінчила в 1950 році. Спочатку розпочала трудову діяльність на посаді учительки у місті Горлівка. В цей час почала писати вірші. В 1955 році першого вірша було опубліковано в шахтарській газеті «Кочегарка». Через два роки побачила світ перша книжечка для дітей «Кульбабки». В 1958 році з'явилася перша книжка віршів «Шахтарем росту». У 1960-ті працювала редакторкою дитячих передач Донецької студії телебачення, паралельно пише вірші та прозу, видає нові збірки. Переїхавши з Донеччини до Києва, письменниця працювала деякий час на республіканському телебаченні, а потім перейшла на творчу діяльність.

## Творчість
У творчому доробку Вікторії Віти близько 20-ти книжок прози та поезії. Більшість творів письменниці написані для дітей, де вона розкриває світ захоплено, просто і цікаво. Її твори для дорослих відзначаються глибоким проникненням у духовний світ та філософськими роздумами. Вірші української письменниці відзначаються самобутністю, вони образні та щедрі на фарби. Авторка у своїх творах демонструє гостра спостережливість, а також інтонаційну різноманітність.
Вікторія Віта — авторка збірки поезій «Сонячні струни» (Київ, 1976), «Орне поле» (Київ, 1983), «Металл надежды» (Москва, 1988), «Солдат сонця» (Київ, 1990), «Дорожній роман» (Київ, 1994), «Пісні для Коханого» (Київ, 1996), «Скринька дотепників» (Київ, 1996), «Чарівна казкарка» (1999), «Золотне шиття» (2000), «Привиди місячної ночі» (2009—2010). З під її пера вийшли книги для дітей «Кульбабки» (Київ, 1957), «Шахтарем росту» (Київ, 1958), «Куди щезає дід Мороз?» (Київ, 1965), «Лесьчині гномики» (Київ, 1968), «Чай, чай, молочай!», «Про червоного коня» (обидві — Київ, 1972), «Если бы вы знали!» (Москва, 1976), «Червоні вартові» (1979), «Хто показує сни» (Київ, 1986), «Небо без жайворів» (Київ, 1995), «Золотне шиття: Вибране» (у 2-х т., Київ, 2000), «На дні провалля» (2007).